# 클레어몬트 대학원
클레어몬트 대학원(영어: Claremont Graduate University)은 미국 캘리포니아주 로스앤젤레스군 클레어몬트에 있는 사립 대학원이다. 클레어몬트 칼리지 소속으로 1925년에 세워졌다.
클레어몬트 대학원은 예술 및 인문 대학원과 보건 대학원, 드러커 경영 대학원, 교육 대학원, 사회과학 및 정책, 평가 대학원, 정보 및 기술 대학원, 수리과학 대학원의 일곱 대학원으로 이루어져 있다.

## 역사
클레어몬트 대학원은 1925년에 클레어몬트 유니버시티 칼리지(Claremont University College)로 세워졌으며 클레어몬트 칼리지로는 두 번째로 세워졌다. 창립 당시 옥스퍼드 대학교을 본따 다양한 학부로 이루어진 하나의 큰 대학이 아닌, 서로 다른 사상과 교육 이론에 맞춘 다양한 기관들의 연합체로 세워졌다.
1962년에 학교 이름을 클레어몬트 대학원 및 대학 센터(Claremont Graduate School and University Center)로 이름을 바꾸었고, 1967년에는 클레어몬트 대학교 센터(Claremont University Center)로 이름을 바꾸었으며, 1998년에 오늘날의 이름으로 바꾸었다.
2018년에 온라인 석사 과정을 개설했다.

## 교육
초학제연구는 클레어몬트 대학원의 핵심 요소다. 클레어몬트 칼리지 소속 기관들 사이에서의 협업을 중요시하며, 다른 기관들과 도서관과 보안 시설, 의료 시설 등을 공유한다.

### 대학원

#### 예술 및 인문 대학원
예술 및 인문 대학원(School of Arts and Humanities)에서는 예술과 인문학 학위 과정을 제공한다. 예술과 예술경영, 종교학, 음악, 영어학, 문화학, 기록학, 언론학, 역사학, 응용여성학 등의 과정이 있으며, 종교학 과정에서는 모르몬교와 가톨릭교, 이슬람교, 기독교의 역사, 히브리어 성경, 힌두교, 알렉산드리아 콥트 정교회, 조로아스터교 등을 전공할 수 있다.

#### 사회과학 및 정책, 평가 대학원
사회과학 및 정책, 평가 대학원(School of Social Science, Policy & Evaluation)에서는 정치학과 정책학, 국제학, 경제학 학위 과정과 경영학 석사 학위 과정을 제공한다.

#### 보건 대학원
보건 대학원(School of Community and Global Health)은 2008년에 세워졌으며 질병 예방과 건강 증진을 위한 연구를 진행한다.

#### 드러커 경영 대학원
피터 F. 드러커 및 마사토시 이토 경영 대학원(Peter F. Drucker and Masatoshi Ito School of Management)은 클레어몬트 대학원의 경영대학원이다. 말년을 클레어몬트 대학원에서 보낸 피터 드러커를 기리고자 대학원의 이름을 드러커의 이름에서 따 왔다. 드러커의 경영 이론을 중요시해 사람 중심의 철학과 사회 이론, 역사, 지속 가능성 등을 조명한다.

#### 교육 대학원
교육 대학원(School of Educational Studies)에서는 교육학 분야에서 석사 및 박사 학위 과정을 제공한다.

#### 정보 및 기술 대학원
정보 및 기술 대학원(Center for Information Systems & Technology)은 1983년에 세워졌다.

#### 수리과학 대학원
수리과학 대학원(Institute of Mathematical Sciences)에서는 수학 분야에서 석사 및 박사 학위 과정을 제공하며, 금융공학과 계산과학, 시스템 생물학 등의 공동 과정도 제공한다.